# Igreja de Gales
A Igreja de Gales ou Igreja no País de Gales (em galês:  Yr Eglwys yng Nghymru) é uma Igreja Anglicana no País de Gales, composta de seis dioceses.
Assim, como em outras províncias, o Arcebispo de Gales serve como bispo diocesano em uma das seis dioceses. O atual arcebispo é Andy John, bispo de Bangor, desde 2021.
Ao contrário da Igreja da Inglaterra, a Igreja no País de Gales não é uma Igreja estabelecida. A desestabilização ocorreu em 1920 sob a Lei da Igreja de Gales de 1914.
Como membro da Comunhão Anglicana, a Igreja de Gales reconhece a primazia do Arcebispo de Cantuária como um foco de unidade, mas, o mesmo não possui nenhum poder de governo sobre a Igreja desde o Ato de 1914. Um clérigo da Igreja no País de Gales pode ser nomeado para cargos na Igreja da Inglaterra, incluindo a Sé de Cantuária; um ex-arcebispo de Cantuária, Rowan Williams, era do País de Gales e serviu como arcebispo de Gales antes de sua nomeação para Cantuária.

## Nome oficial

Bandeira da Igreja de Gales

A Igreja no País de Gales (galês: Yr Eglwys yng Nghymru ) adotou seu nome por acidente. A Lei da Igreja Galesa de 1914 referia-se à "Igreja no País de Gales", a frase sendo usada para indicar a parte da Igreja da Inglaterra no País de Gales. Em uma convenção (da Igreja de Gales) realizada em Cardiff em outubro de 1917, o juiz Sankey disse que, embora o nome "a Igreja de Gales" o atraísse, ele informou que havia boas razões legais para o nome "a Igreja em País de Gales" deve ser adotada, pelo menos inicialmente, para seguir a redação da lei. O assunto foi, portanto, deixado naquela convenção para o segundo Corpo Governante decidir em sua primeira sessão.

## Estrutura

Mapa das dioceses da Igreja no País de Gales

A política da Igreja no País de Gales é a governança da Igreja episcopal, que é a mesma de outras Igrejas anglicanas.
Antes de 1920, havia quatro dioceses no País de Gales, todas parte da Província de Cantuária e cada uma liderada por seu próprio bispo:
- Diocese de Bangor;
- Diocese de São Asafe;
- Diocese de São Davi;
- Diocese de Llandaff.

Duas dioceses adicionais foram erguidas logo após a criação da Igreja no País de Gales:
- Diocese de Monmouth em 1921;
- Diocese de Swansea e Brecon em 1923.

Monmouth foi criada a partir de um dos arquidiaconatos da diocese de Llandaff. Swansea e Brecon foram criadas a partir da parte oriental da diocese de São Davi, correspondendo em grande parte à atual cidade e condado de Swansea e aos condados tradicionais de Breconshire e Radnorshire.
Cada diocese é dividida em dois ou três arquidiaconatos, com 15 deles no total. Cada um tem um arquidiácono, que é responsável perante o bispo por sua administração. Os arquidiaconatos são divididos em decanatos.
Cada diocese tem sua própria catedral, a "Igreja mãe" da diocese e a sé do bispo. Na catedral são realizados eventos importantes como a entronização de um novo bispo. Cada catedral tem um deão, nomeado para administrar a catedral, com a ajuda do capítulo. Juntamente com os arquidiáconos, o deão da catedral é um dos clérigos mais proeminentes da diocese, depois do bispo. O capítulo é composto pelo deão e alguns cônegos escolhidos entre os clérigos da diocese.

### Arcebispo
Até 1920, a Igreja galesa fazia parte da Igreja da Inglaterra e estava sob a jurisdição metropolitana do arcebispo de Cantuária. Desde a independência em 1920, a Igreja no País de Gales é liderada pelo Arcebispo do País de Gales, que é tanto o bispo metropolitano quanto o primaz. O arcebispo do País de Gales é eleito entre os bispos diocesanos atualmente em exercício e continua como diocesano após a eleição. Embora não seja necessário que todas as sés da Igreja no País de Gales sejam preenchidas antes que um arcebispo possa ser eleito, se a vaga em uma sé for causada pela renúncia do arcebispo ou ocorrer dentro de 14 dias depois, a sé vaga deve ser preenchido antes que um arcebispo possa ser eleito. Em uma vaga arcebispal, o bispo sênior na data de nomeação é o arcebispo interino.
Um ex-arcebispo do País de Gales, Rowan Williams, tornou-se o primeiro arcebispo de Cantuária nascido no País de Gales. Ele foi consagrado e entronizado como Bispo de Monmouth em 1992 e como Arcebispo do País de Gales em 1999. Ele foi nomeado pela Rainha (sua nomeação foi proposta pela Comissão de Nomeações da Coroa) como Arcebispo de Cantuária em julho de 2002.